# Mode學園蟲繭大廈
35°41′29″N 139°41′50″E / 35.69139°N 139.69722°E
Mode學園蟲繭大廈（日语：モード学園コクーンタワー）是位於日本東京都新宿區西新宿超高層建築群中的一棟摩天大樓。
該塔於2008年10月竣工，是世界上第二高的教育建築（次於莫斯科國立大學主樓），也是東京第17高的建築。它被評為2008年度安波利斯摩天大楼奖。

## 概要
Mode學園蟲繭大廈在原朝日生命保險總部的空地上建造，是一棟超高層專修學校大樓。它的外觀有如蟲繭，是學校法人日本教育財團（原名學校法人Mode學園）旗下的東京Mode學園、HAL東京和首都醫校的所在地。
此建築的設計獲得了2008年安波利斯摩天大樓獎金獎。

## 設施
- 學校法人日本教育財團
  - 東京Mode學園（37至50層）
  - HAL東京（專修學校；21至36層）
  - 首都醫校（6至20層）
- 7-Eleven
- Tully's Coffee
  - Book1st. (大型書店; B1-B2)

## 圖片集

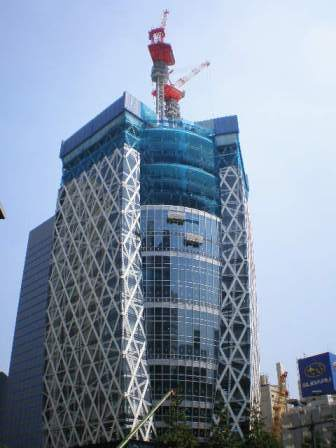
2007年8月
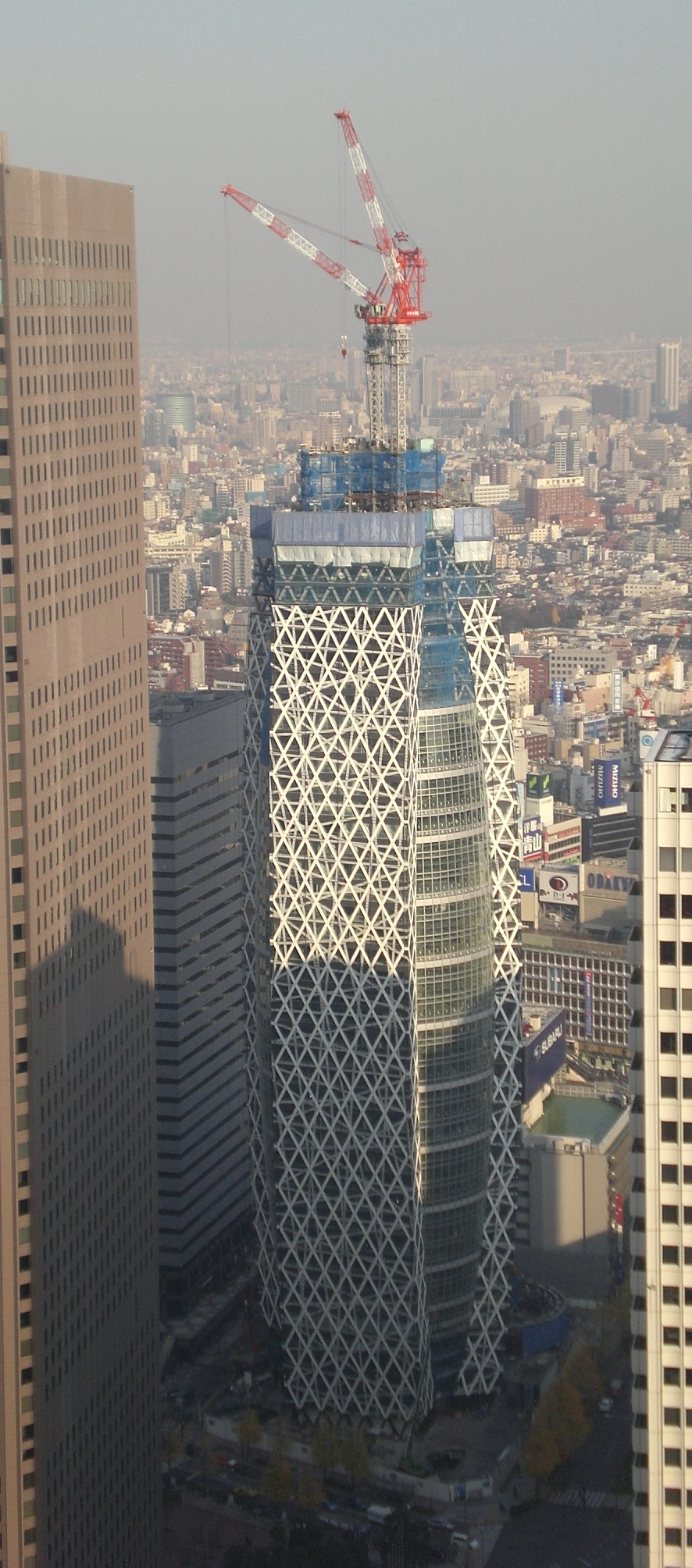
2007年12月（從東京都廳舍展望台眺望）
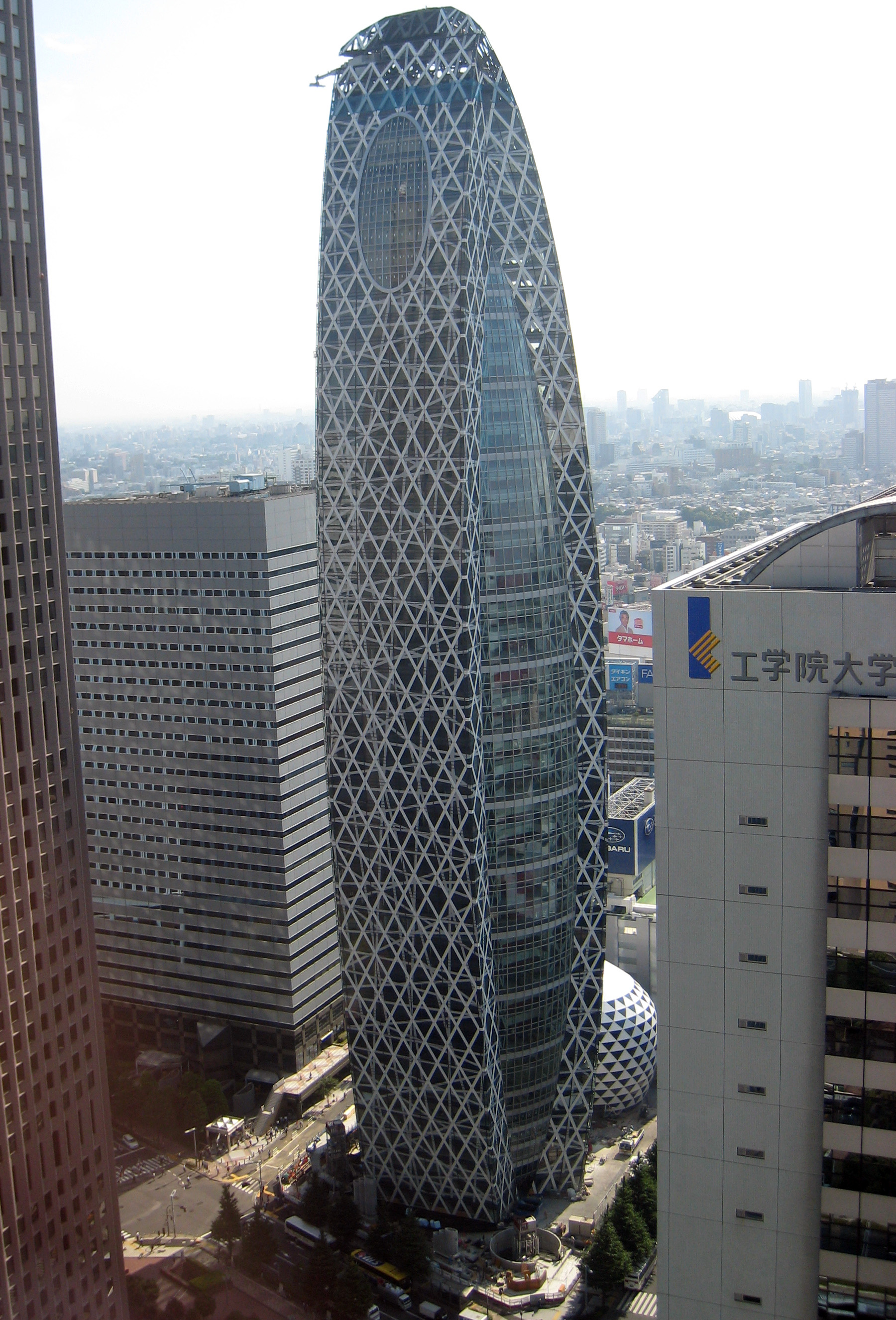
2008年7月（從京王廣場大飯店眺望）
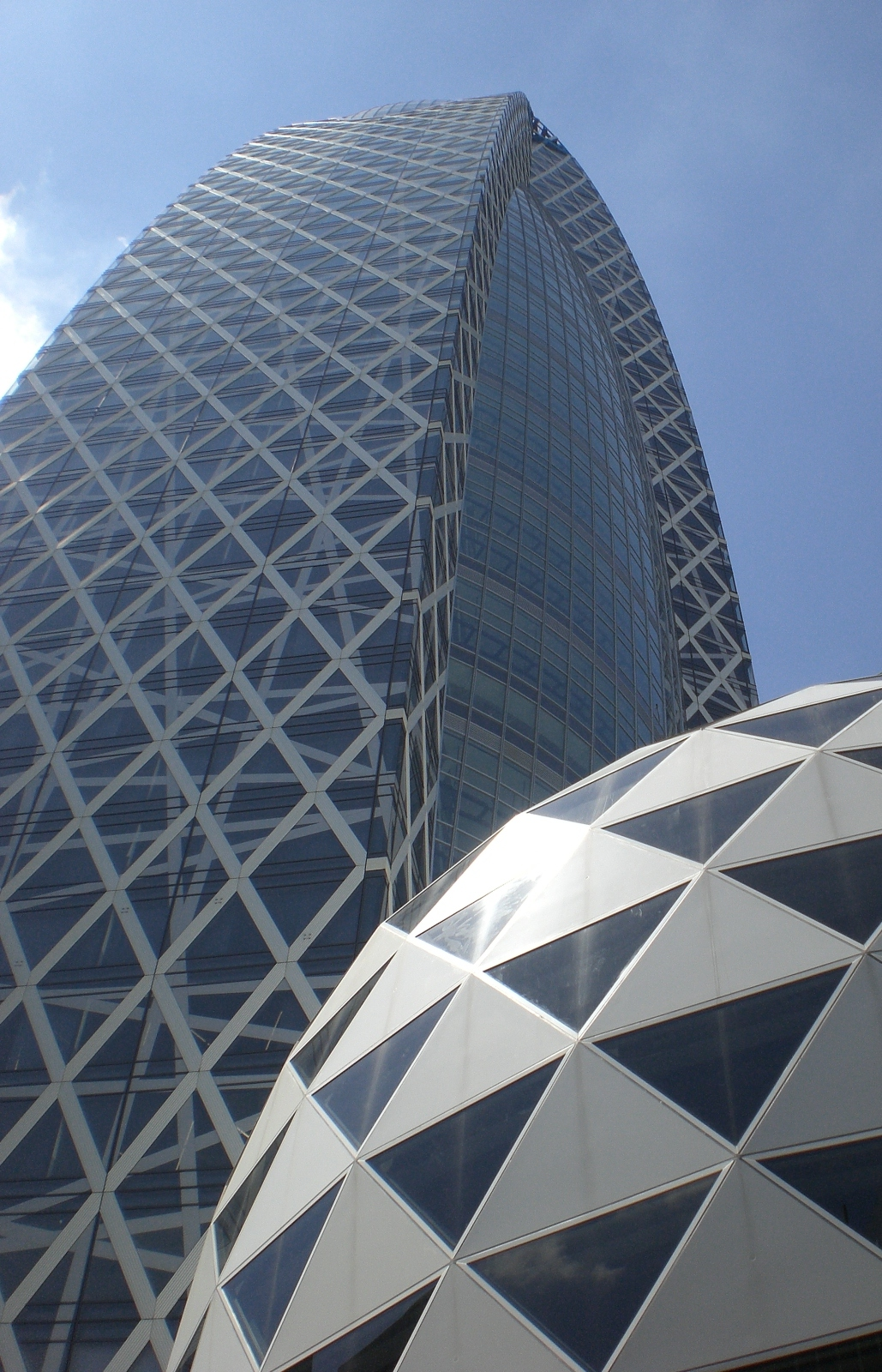
2008年8月
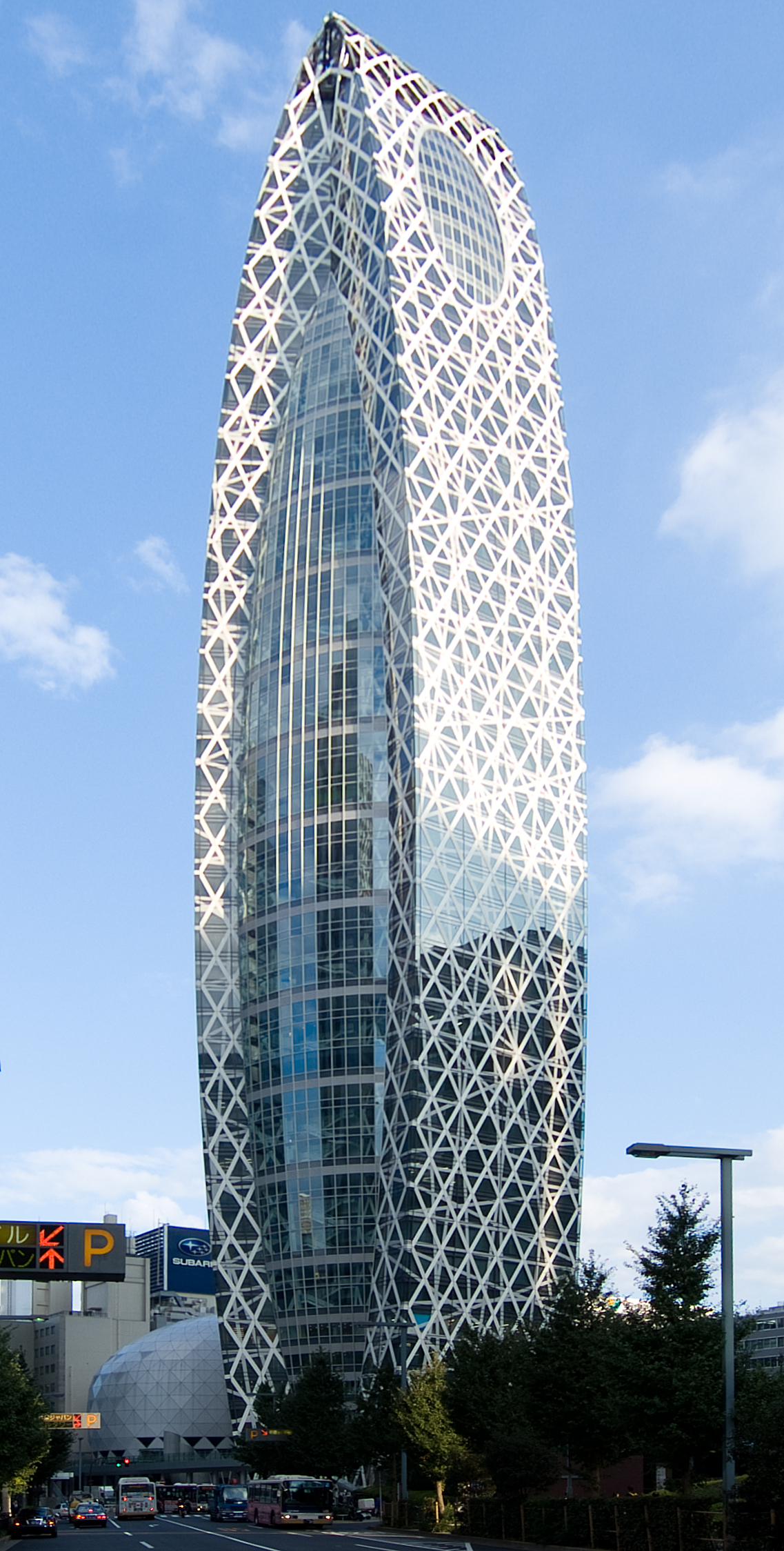
2008年10月
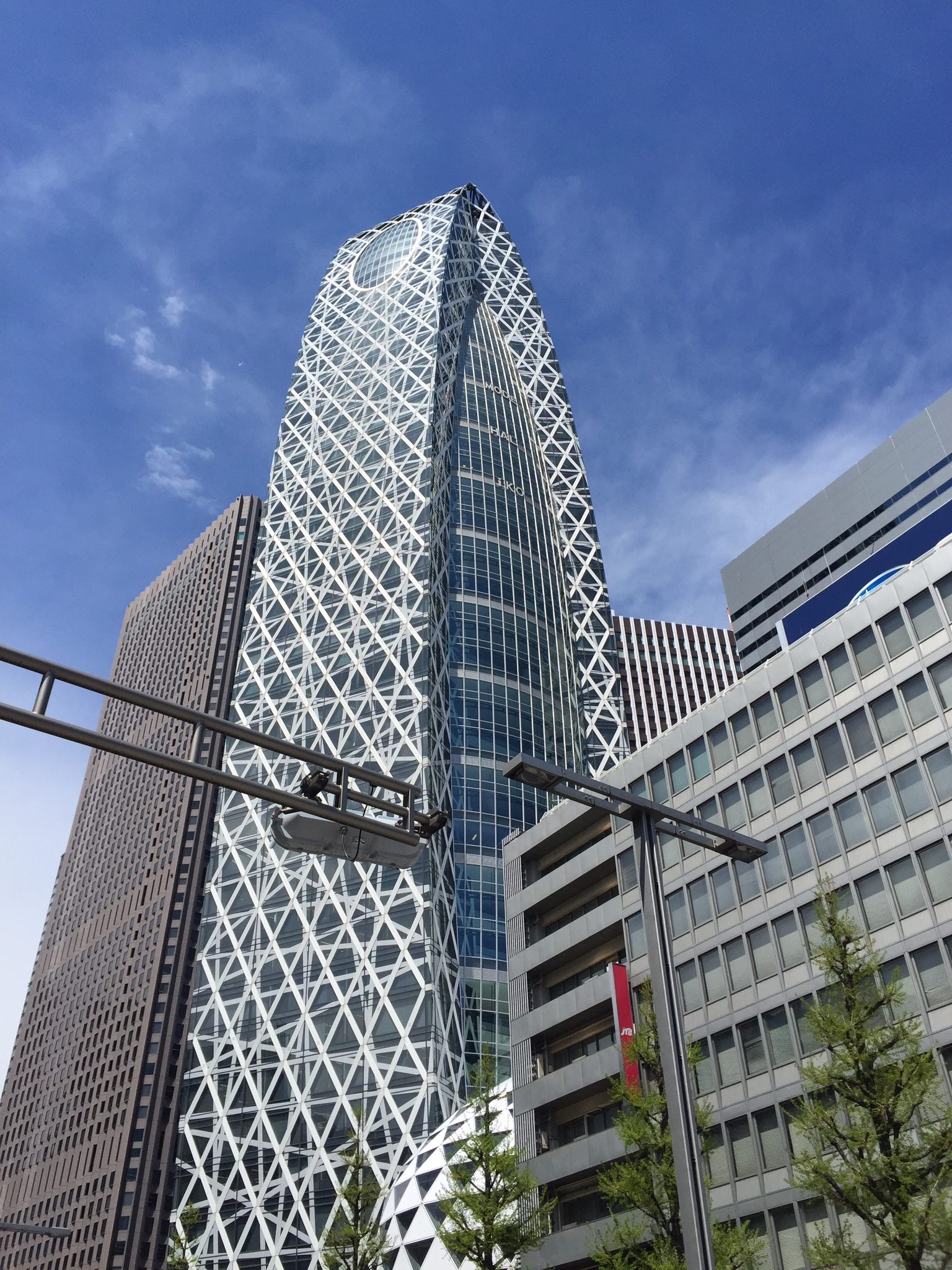
2015年4月